# Швецов, Андрей Александрович
Андрей Александрович Швецов (1868/1869—1934) — участник Белого движения на Юге России, генерал-майор.

## Биография
Родился 27 декабря 1868 (8 января 1869) года.
В военной службе с 1 сентября 1886 года. Окончил 1-й Московский кадетский корпус и Александровское военное училище (1888). Был выпущен с зачислением по армейской пехоте и прикомандированием к лейб-гвардии Семёновскому полку. Подпоручик (ст. 07.08.1887); подпоручик гвардии (ст. 09.08.1888); поручик (ст. 09.08.1892); штабс-капитан (ст. 06.05.1900); капитан (ст. 06.05.1901); полковник (ст. 06.12.1908).
В Первой мировой войне начал участвовать, находясь в Семёновском полку; с 21 ноября 1914 года был назначен командиром 177-го пехотного Изборского полка (в должности находился до 10 августа 1915 года). Состоял в резерве чинов при штабе Минского военного округа (1915—07.07.1916); 16 июля 1916 года был произведён в генерал-майоры (пр. 16.07.1916; ст. 05.05.1915; за боевые отличия) с утверждением командиром лейб-гвардии Гренадерского полка. С 8 июня 1917 года — командир 1-й бригады 2-й гвардейской пехотной дивизии.
Был награждён Георгиевским оружием (ВП 13.10.1916; за отличия командиром 177-го пехотного Изборского полка).
После событий 1917 года участвовал в Белом движении в составе Вооружённых сил Юга России; эвакуирован в начале 1920 года из Новороссийска; в мае 1920 года находился в Югославии; жил в Белграде. С 1921 года — председатель полкового объединения лейб-гвардии Гренадерского полка. К декабрю 1926 года — член объединения лейб-гвардии Семёновского полка.
Умер 9 октября 1934 года в Монте-Карло (погребен в Ментоне).
Имел трёх детей.

## Награды
- орден Св. Станислава 2-й ст. (1909);
- орден Св. Анны 2-й ст. (1912; мечи к ордену в 1914);
- орден Св. Владимира 4-й ст. (ВП 12.02.1915);
- орден Св. Владимира 3-й ст. с мечами (ВП 09.09.1915);
- Георгиевское оружие (ВП 13.10.1916);
- орден Св. Станислава 1-й ст. с мечами (ПАФ 09.04.1917).